# Мирослав Янота
Мирослав Янота (чеськ. Miroslav Janota; нар. 19 березня 1948, Теплиці-над-Бечвою, ЧССР (нині округ Пршеров, Оломоуцький край, Чехія)) — чехословацький борець греко-римського стилю, бронзовий призер чемпіонату світу, бронзовий призер чемпіонату Європи, учасник трьох Олімпійських ігор.

## Життєпис
Народився 19 березня 1948 року в Теплиці-над-Бечвою в Богемії.
Тричі виступав на Олімпійських іграх, завжди у категорії до 82 кг. У 1972 році в Мюнхені посів 4 місце, в 1976 році в Монреалі став п'ятим і в 1980 році в Москві — восьмим.
У 1973 році посів третє місце на чемпіонаті світу в Тегерані, а в 1972 році став третім на чемпіонаті Європи в Катовицях.
Виступав за клуб «Sklo Union Teplice» з Теплиців. Дев'ять разів здобував титул Чемпіона ЧССР — у 1971—1973 та 1975—1980 роках.
Після завершення кар'єри борця — спортивний функціонер. З 1993 по 2007 рік — голова Теплицького відділення чеської асоціації боротьби.

## Спортивні результати на міжнародних змаганнях

### Виступи на Олімпіадах
| Змагання                    | Збірна         | Вагова категорія                 | Місце |
| --------------------------- | -------------- | -------------------------------- | ----- |
| Літні Олімпійські ігри 1972 | Чехословаччина | греко-римська боротьба, до 82 кг | 4     |
| Літні Олімпійські ігри 1976 | Чехословаччина | греко-римська боротьба, до 82 кг | 5     |
| Літні Олімпійські ігри 1980 | Чехословаччина | греко-римська боротьба, до 82 кг | 8     |

### Виступи на Чемпіонатах світу
| Змагання                        | Збірна         | Вагова категорія                 | Місце  |
| ------------------------------- | -------------- | -------------------------------- | ------ |
| Чемпіонат світу з боротьби 1973 | Чехословаччина | греко-римська боротьба, до 82 кг | Бронза |
| Чемпіонат світу з боротьби 1975 | Чехословаччина | греко-римська боротьба, до 82 кг | 6      |

### Виступи на Чемпіонатах Європи
| Змагання                         | Збірна         | Вагова категорія                 | Місце  |
| -------------------------------- | -------------- | -------------------------------- | ------ |
| Чемпіонат Європи з боротьби 1972 | Чехословаччина | греко-римська боротьба, до 82 кг | Бронза |
| Чемпіонат Європи з боротьби 1973 | Чехословаччина | греко-римська боротьба, до 82 кг | 6      |
| Чемпіонат Європи з боротьби 1980 | Чехословаччина | греко-римська боротьба, до 82 кг | 9      |

### Виступи на інших змаганнях
| Змагання                           | Збірна         | Вагова категорія                 | Місце |
| ---------------------------------- | -------------- | -------------------------------- | ----- |
| Гран-прі Німеччини з боротьби 1980 | Чехословаччина | греко-римська боротьба, до 82 кг | 5     |